# Farha
Pour plus de détails, voir Fiche technique et Distribution.
Farha (arabe : فرحة) est un film historique suédo-saoudo-jordanien réalisé par Darin J. Sallam (ar) et sorti en 2021.
L'histoire se déroule en 1948 et raconte, à travers les yeux d'une jeune fille, le massacre d'un village palestinien perpétré par des miliciens sionistes. Il s'agit du premier film de fiction sur la Nakba à sortir sur Netflix.

## Synopsis
15 mai 1948, Palestine. L'État d'Israël proclame son indépendance et le mouvement sioniste célèbre sa victoire. Farha, une adolescente palestinienne de 14 ans, aspire à étudier et rêve d'ouvrir une école pour filles. Pendant ce temps, les villages palestiniens voisins commencent à être attaqués. Farha surprend une conversation au cours de laquelle des soldats tueraient ceux qui refusent de quitter leur maison, mais sa famille pense qu'elle recevra bientôt de l'aide. Le lendemain, l'invasion les atteint tous et le monde de Farha s'effondre. La petite fille, enfermée dans une grange, est témoin d'événements sanglants.

## Fiche technique
- Titre original : فرحة, Farha
- Réalisation : Darin J. Sallam (ar)
- Scénario : Darin J. Sallam
- Photographie : Rachel Aoun
- Montage : Pierre Laurent
- Musique : Nadim Mishlawi
- Décors : Nasser Zoubi
- Production : Deema Azar, Ayah Jardaneh, William Johansson Kalen
- Société de production : TaleBox
- Pays de production :  Jordanie -  Arabie saoudite -  Suède
- Langue de tournage : arabe
- Format : Couleur
- Genre : Film historique
- Durée : 94 minutes
- Date de sortie :	
  - Canada : 14 septembre 2021 (Festival international du film de Toronto 2021)
  - Arabie saoudite : décembre 2021 (Festival international du film de la Mer Rouge)
  - Suède : 3 février 2022 (Festival international du film de Göteborg) ; 21 octobre 2022 (sortie nationale)
  - Jordanie : 23 juillet 2022 (Festival international du film d'Amman)
  - France : 1er décembre 2022 (vidéo à la demande)

## Distribution
- Karam Taher : Farha
- Ashraf Barhom : père de Farha
- Ali Suliman : Abou Walid
- Tala Gammoh : Farida
- Samira Al-Asir (ar) : Um Mohammad
- Majd Eid : Abu Mohammad

## Polémique lors de la sortie
Après la sortie du film sur Netflix, les ministres israéliens Avigdor Liberman et Hili Tropper, ont critiqué la plateforme américaine en affirmant que le film « est basé sur des mensonges » et « incite à la haine contre les Israéliens ». La réalisatrice a reçu menaces et insultes sur les réseaux sociaux. La page du film sur la plateforme en ligne IMDb a fait l'objet d'une campagne de dénigrement, tandis que sur les réseaux sociaux, une campagne médiatique financée par le gouvernement israélien lui-même a exhorté le public à se désabonner de Netflix, 
Selon l'État d'Israël, l'exode palestinien était « un processus volontaire » et « personne n'a été forcé de fuir sous la menace d'une arme », bien que les faits relatés aient été confirmés par la résolution de l'ONU, signée pour la première fois dans l'histoire des Nations unies par 90 États, qui reconnaît la Nakba comme l'expulsion forcée des Palestiniens de leur terre et que la colonisation israélienne a donc eu lieu illégalement et par le biais de crimes de guerre. Des historiens ont documenté les crimes commis par les milices sionistes et démontré, archives à l’appui, qu’ils ne sont pas le fait d'exactions isolées mais avaient été planifiés pour aider à la création d’Israël en 1948. 
La réalisatrice du film, la Jordanienne d'origine palestinienne Darin J. Sallam (ar), a affirmé avoir dépeint une histoire vraie, semblable à d'autres qui se sont déroulées en 1948. De nombreux Palestiniens ont affirmé que le film représentait fidèlement les violences subies par leurs proches lors de la Nakba. À la suite d'une campagne sociale lancée par les Palestiniens, les évaluations et commentaires négatifs sur la page IMDb du film ont été réinitialisés. L'anthropologue israélo-américain Jeff Halper a déclaré que, bien que de nombreux massacres aient été documentés et admis même par des militaires à la retraite, la Nakba dans toute son atrocité n'est pas enseignée dans les écoles israéliennes parce que sa reconnaissance remettrait en question la légitimité de l'État d'Israël.